# يوري جيلمان
يوري جيلمان (بالإنجليزية: Yury Gelman)‏ هو مدرب رياضي أمريكي، ولد في 13 أكتوبر 1955.